# 千年屋俊幸
千年屋 俊幸（ちとせや としゆき、1959年3月13日 - ）は、フリーアナウンサー。元テレビ大阪アナウンサー。岡山県総社市出身。

## 略歴
関西大学社会学部在学中に、関西学院大学との対抗戦「総合関関戦」においてボクシング実況を担当したところまともに実況ができず、本人曰く「恥ずかしい思いをした」。そこで一念発起してアナウンス学校に通った。卒業後の1982年、開局したばかりのテレビ大阪へ新卒の1期生として入社した。同期入社のアナウンサーに、福島テレビから移籍した鈴木光裕（現在はフリーアナウンサー）と広島ホームテレビから移籍した沢田尚子（現在はフリーアナウンサー）がいる。
テレビ大阪への入社後は、スポーツ中継の実況を中心に、報道・情報・バラエティ番組の司会など幅広く活動。プロ野球中継への実況デビューは横浜スタジアムでの横浜大洋ホエールズ対阪神タイガース戦で、当初は阪神側のベンチリポートを担当する予定だったが、実況担当の先輩アナウンサーが体調不良で緊急入院を余儀なくされたことから、急遽実況を任されたという。また、入社2年目の1983年から始まった在阪民放テレビ5局による御堂筋パレードのリレー中継には、テレビ大阪を代表して、第1回から他局の看板アナウンサーと並んで参加していた。
1989年から1998年までは、ロードレース世界選手権（WGP）の中継で実況を担当した。1993年には原田哲也のGP250クラスチャンピオン決定の舞台となったFIM GP（ハラマ・サーキット）での実況の際、隣のブースにいたWOWOWの中継映像に音声が飛び込んでしまったことがある。この際解説を務めた山田純によれば、レース直前になって日本との間の回線が切れてしまい、急遽国際電話で実況音声を送ることになったが、その影響でヘッドセットが使えず自分の声の大きさが把握できなくなり、しかもレース展開も相まって最後は絶叫状態となってしまったのが原因だという。
2008年4月にアナウンスルームから企画宣伝部へ異動したことを機に、アナウンサー職を一時退いていた。2012年に編成局次長へ就任。2013年4月1日に、編成局次長兼アナウンス部長として、6年振りにアナウンサーとしての活動を再開した。
2019年3月31日付で、テレビ大阪を定年で退職。この退職によって、テレビ大阪開局当時からの現役アナウンサーが、同局から姿を消した。翌4月1日からフリーアナウンサーに転身。退職前の2018年4月からキャスターを務める『やさしいニュース』については、月・火曜日担当で引き続き出演する
。

## 人物
趣味は卓球、鉄道関連、サックス演奏など。特に卓球は、2021年現在も大阪市内のクラブチームに所属し、月7～8回程度のプレーをこなしている。

## 現在の出演番組
- やさしいニュース（メインキャスター）
- ナマ虎スタジアム（ベンチリポーター専任、異動前の2007年までは実況も担当）
- 世界ツーリングカー選手権
- 各種イベント中継の実況（天神祭・岸和田だんじり祭ほか）
- その他スポーツ中継

## 過去の出演番組
アナウンス以外の部署への異動による出演中断期間を含む
- NEWSα → ニュースリアルPLUS（いずれも定時ニュース）
- 板東英二のGOODスマイル
- 掛布の遊びたいし!
- ロードレース中継（WGP、鈴鹿8時間耐久ロードレース実況など）
- 満点!アイ
- 各種イベント中継の実況（天神祭・御堂筋パレード・岸和田だんじり祭ほか）
- ニュースリアル（メインキャスター、2018年1月4日[6] - 2018年3月29日）
- その他スポーツ中継
- 吉本超合金A（一部企画の進行役）
- ニュースPLUS（不定期）
- Marché Coucou（FM OH!、2019年7月1日） - テレビ大阪が開局1年目から毎年続けている天神祭船渡御・奉納花火の生中継で、FM OH!とのコラボレーション企画を同年に初めて実施することを背景に、『やさしいニュース』でコンビを組む川北円佳とともにゲストで出演[7]。テレビ大阪で同年7月24日に放送された天神祭の生中継では、パーソナリティの珠久美穂子と共に、同局本社のニューススタジオからサブチャンネル限定企画（夏に聴きたい楽曲のリクエスト企画）を進行した。